# Trichoderma konilangbra
Trichoderma konilangbra är en svampart som beskrevs av Samuels, Petrini & C.P. Kubicek 1998. Trichoderma konilangbra ingår i släktet Trichoderma och familjen Hypocreaceae.   Inga underarter finns listade i Catalogue of Life.